# بيتر ميتشيل
بيتر ميتشيل (بالإنجليزية: Peter Chalmers Mitchell)‏ (و. 1864 – 1945 م) هو عالم حيواني، من المملكة المتحدة، ولد في شفيلد، كان عضوًا في الجمعية الملكية، توفي عن عمر يناهز 81 عاماً.

## التعليم
تعلم في كنيسة المسيح، أكسفورد.

## جوائز
حصل على جوائز منها:
- زميل في الجمعية الملكية
- قائد وسام الامبراطورية البريطانية.